# آلکسیس تورپ
آلکسیس تورپ (انگلیسی: Alexis Thorpe؛ زادهٔ ۱۹ آوریل ۱۹۸۰) یک هنرپیشه اهل ایالات متحده آمریکا است. وی از سال ۲۰۰۰ میلادی تاکنون مشغول فعالیت بوده‌است.